# Ahbach (Kabeisemannsbach)
Der Ahbach ist ein Bochumer Fließgewässer im Einzugsbereich der Emscher. Er hat eine Länge von 2,8 km.

## Geographie

### Verlauf
Er entspringt in Höntrop nahe der Stadtteilgrenze zu Eppendorf unweit der Straße „Am Ahbach“.
Zunächst in nordöstlicher Richtung fließt er entlang eines Waldstückes durch die Felder der Krummen Ecke bis zur Eisenbahnstrecke Wattenscheid-Bochum Hbf  als offener Bachlauf. Unter dieser wird er verrohrt weitergeführt, dabei tritt er an den Tennishallen wieder zutage und verläuft entlang der Sauren Wiese, bis er hinter der Essener Straße wieder unterirdisch geführt wird. In weitem Bogen nach Norden drehend wird er unter dem ThyssenKrupp-Werks Höntrop weitergeleitet, bis er hinter der A 40 als Kanal wieder an der Oberfläche erscheint. Wenige Meter danach, in Höhe des Autobahndreiecks Bochum-West, mündet er in den ebenfalls kanalisierten Kabeisemannsbach, der später in den Goldhammer Bach mündet. Dieser mündet in den Hüller Bach, der sich in die Emscher entleert.
Der Oberlauf des Ahbachs (im Bereich der ehemaligen Zeche Marianne) besitzt keine Quellen mehr. Der Trockenwetterabfluss beginnt etwas hinter dem Bahndurchlass im Bereich Saure Wiese, etwas unterhalb des Tennisvereins. Dort fließt auch der Grenzgraben von rechts in den Ahbach.

## Renaturierung
Der Bach wurde 2009 im Rahmen des Projekts Umbau des Emschersystems in seinem Unterlauf renaturiert, ebenso das vom Bach durchquerte Gelände Saure Wiese. Die Kosten für einen Abwasserkanal betrugen 15 Millionen Euro, die Neugestaltung des Bachlaufs 9 Millionen Euro.
Im renaturierten Gelände entlang der Straße Am Ahbach wächst unter anderem eingebürgert die Gelbe Gauklerblume.